# Vectisaurus
Vectisaurus là một chi khủng long, được Hulke mô tả khoa học năm 1879.